# Відкритий чемпіонат США з тенісу 2014
Відкритий чемпіонат США з тенісу 2014 проходив з 25 серпня по 8 вересня 2014 року на відкритих кортах Тенісного центру імені Біллі Джін Кінґ у парку Флашінґ-Медоуз у районі Нью-Йорка Квінз. Це четвертий, останній турнір Великого шолома календарного року.

## Результати

### Дорослі
Чоловіки, одиночний розряд
- Марін Чиліч переміг  Кея Нісікорі, 6–3, 6–3, 6–3

Жінки, одиночний розряд
- Серена Вільямс перемогла  Каролін Возняцкі 6–3, 6–3

Чоловіки, парний розряд
- Боб Браян /  Майк Браян перемогли пару  Марсель Гранольєрс /  Марк Лопес 6—4, 6—3

Жінки, парний розряд
- Катерина Макарова /  Олена Весніна перемогли пару  Мартіна Хінгіс /  Флавія Пеннетта, 2–6, 6–3, 6–2

Мікст
- Саня Мірза /  Бруно Суареш перемогли пару  Абігейл Спірс /  Сантьяго Гонсалес, 6–1, 2–6, [11–9]

### Юніори
Хлопці, одиночний розряд
- Омар Джасіка переміг  Квантена Аліса, 2–6, 7–5, 6–1

Дівчата, одиночний розряд
- Маріє Боузкова перемогла  Ангеліну Калініну, 6–4, 7–6(7–5)

Хлопці, парний розряд
- Омар Джасіка /  Накагава Наокі перемогли пару  Рафаель Матуш /  Жуан Мінезіш, 6–3, 7–6(8–6)

Дівчата, парний розряд
- Іпек Сойлу /  Джил Тайхманн перемогли пару  Віра Лапко /  Тереза Мігалікова, 5–7, 6–2, [10–7]